# Schloßbrücke (Hannover)

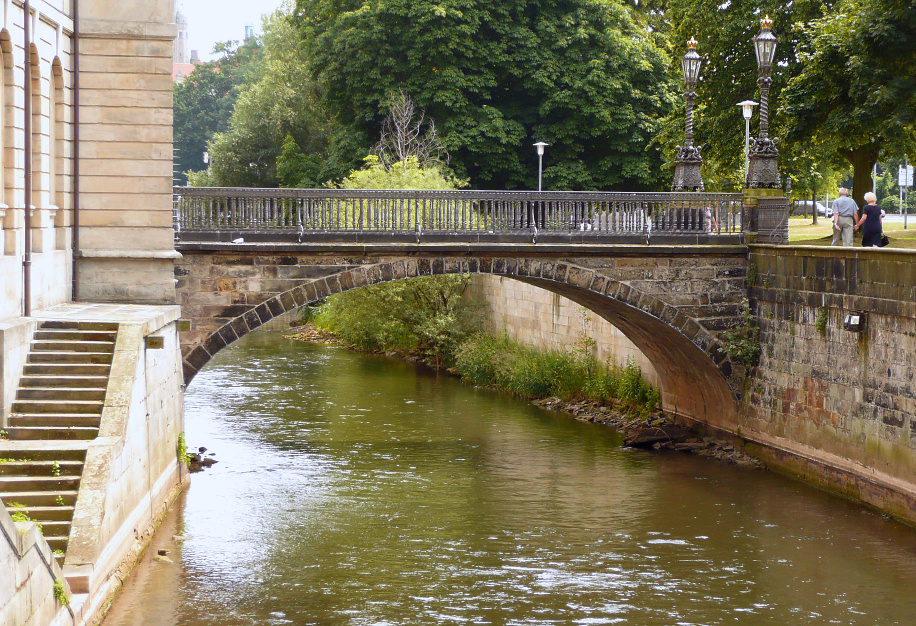
Die Schloßbrücke zum Leineschloss

Die Schloßbrücke ist eine Brücke über die Leine in Hannover. Sie führt vom Leibnizufer in den westlichen Vorhof des Leineschlosses. Die einbogige Sandsteinbrücke wurde möglicherweise nach Plänen von Girolamo Sartorio 1686 erbaut durch Crotogni, Fehr und Heinsohn.
Der Name „Schloßbrücke“ wurde um 1950 irrtümlich auf die westlich gelegene Leintorbrücke übertragen.
Die Schloßbrücke entstand nach der Freilegung des südlichen Schlossvorplatzes. Bis ins 20. Jahrhundert hinein war die Durchfahrt öffentlich nutzbar, heute ist sie zu betreten, aber die Einfahrt ins Leineschloss ist geschlossen.